# Campionati del mondo di atletica leggera 2023 - Salto in alto maschile
Le gare del salto in alto maschile dei Campionati del mondo di atletica leggera 2023 si sono svolte tra il 21 e il 23 agosto.

## Podio
| Pos.    | Atleta             | Nazionalità | Prestazione |
| ------- | ------------------ | ----------- | ----------- |
| Oro     | Gianmarco Tamberi  | Italia      | 2,36 m =    |
| Argento | JuVaughn Harrison  | Stati Uniti | 2,36 m =    |
| Bronzo  | Mutaz Essa Barshim | Qatar       | 2,33 m      |

## Situazione pre-gara

### Record
Prima di questa competizione, il record del mondo (RM) e il record dei campionati (RC) erano i seguenti.
| Record                | Prestazione | Atleta                    | Data                             | Competizione  |
| --------------------- | ----------- | ------------------------- | -------------------------------- | ------------- |
| Record mondiale       | 2,45 m      | Javier Sotomayor Cuba     | 27 luglio 1993 Salamanca, Spagna |               |
| Record dei campionati | 2,41 m      | Bohdan Bondarenko Ucraina | 15 agosto 2013 Mosca, Russia     | Mondiali 2013 |

### Campioni in carica
I campioni in carica a livello mondiale e olimpico erano:
| Campione | Atleta                   | Prestazione | Data                               | Competizione   |
| -------- | ------------------------ | ----------- | ---------------------------------- | -------------- |
| Olimpico | Gianmarco Tamberi Italia | 2,37 m      | 1º agosto 2021 Tokyo, Giappone     | Olimpiadi 2021 |
| Olimpico | Mutaz Essa Barshim Qatar | 2,37 m      | 1º agosto 2021 Tokyo, Giappone     | Olimpiadi 2021 |
| Mondiale | Mutaz Essa Barshim Qatar | 2,37 m      | 18 luglio 2022 Eugene, Stati Uniti | Mondiali 2022  |

### La stagione
Prima di questa gara, gli atleti con le migliori tre prestazioni dell'anno erano:
| Pos. | Atleta                        | Prestazione | Data                               |
| ---- | ----------------------------- | ----------- | ---------------------------------- |
| 1    | Mutaz Essa Barshim Qatar      | 2,36 m      | 16 luglio 2023 Chorzów, Polonia    |
| 2    | JuVaughn Harrison Stati Uniti | 2,35 m      | 23 luglio 2023 Londra, Regno Unito |
| 2    | Danil Lysenko Russia          | 2,35 m      | 30 luglio 2023 Minsk, Bielorussia  |

## Risultati

### Qualificazioni
Qualificazione: gli atleti che raggiungono i 2,30 m (Q) o le migliori 12 misure (q) avanzano alla finale.
| Pos | Gruppo | Atleta               | Nazionalità   | 2,14 | 2,18 | 2,22 | 2,25 | 2,28 | 2,30 | Misura | Note                                     |
| --- | ------ | -------------------- | ------------- | ---- | ---- | ---- | ---- | ---- | ---- | ------ | ---------------------------------------- |
| 1   | A      | JuVaughn Harrison    | Stati Uniti   | –    | o    | o    | o    | o    |      | 2,28   | q                                        |
| 1   | B      | Mutaz Essa Barshim   | Qatar         | –    | –    | o    | o    | o    |      | 2,28   | q                                        |
| 1   | A      | Ryoichi Akamatsu     | Giappone      | o    | o    | o    | o    | o    |      | 2,28   | q                                        |
| 4   | A      | Woo Sang-hyeok       | Corea del Sud | o    | o    | o    | xo   | o    |      | 2,28   | q                                        |
| 5   | A      | Oleh Doroshchuk      | Ucraina       | o    | o    | o    | xo   | xo   |      | 2,28   | q                                        |
| 6   | B      | Andrii Protsenko     | Ucraina       | o    | xo   | o    | xxo  | xo   |      | 2,28   | q                                        |
| 6   | A      | Marco Fassinotti     | Italia        | xo   | xo   | o    | xo   | xo   |      | 2,28   | q                                        |
| 8   | B      | Tobias Potye         | Germania      | o    | o    | o    | o    | xxo  |      | 2,28   | q                                        |
| 9   | A      | Gianmarco Tamberi    | Italia        | –    | –    | o    | xo   | xxo  |      | 2,28   | q                                        |
| 10  | B      | Brandon Starc        | Australia     | o    | xo   | xo   | o    | xxo  |      | 2,28   | q                                        |
| 11  | A      | Shelby McEwen        | Stati Uniti   | xo   | o    | xxo  | o    | xxo  |      | 2,28   | Miglior prestazione personale            |
| 12  | B      | Luis Enrique Zayas   | Cuba          | –    | xxo  | o    | xxo  | xxo  |      | 2,28   | q                                        |
| 12  | B      | Norbert Kobielski    | Polonia       | o    | o    | xxo  | xxo  | xxo  |      | 2,28   | q                                        |
| 14  | B      | Edgar Rivera         | Messico       | o    | o    | o    | o    | xxx  |      | 2,25   |                                          |
| 15  | A      | Thomas Carmoy        | Belgio        | o    | xxo  | xo   | o    | xxx  |      | 2,25   |                                          |
| 16  | B      | Fernando Ferreira    | Brasile       | o    | xxo  | xxo  | o    | xxx  |      | 2,25   | Miglior prestazione personale stagionale |
| 16  | A      | Donald Thomas        | Bahamas       | xo   | xo   | xxo  | o    | xxx  |      | 2,25   |                                          |
| 18  | B      | Naoto Hasegawa       | Giappone      | o    | o    | xxo  | xxo  | xxx  |      | 2,25   | Miglior prestazione personale stagionale |
| 19  | B      | Hamish Kerr          | Nuova Zelanda | -    | o    | o    | xxx  |      |      | 2,22   |                                          |
| 20  | A      | Douwe Amels          | Paesi Bassi   | xo   | o    | o    | xxx  |      |      | 2,22   |                                          |
| 20  | B      | Sarvesh Anil Kushare | India         | o    | xo   | o    | xxx  |      |      | 2,22   |                                          |
| 22  | A      | Romaine Beckford     | Giamaica      | o    | xxo  | o    | xxx  |      |      | 2,22   |                                          |
| 23  | A      | Alperen Acet         | Turchia       | o    | o    | xo   | xxx  |      |      | 2,22   |                                          |
| 23  | B      | Slavko Stević        | Serbia        | o    | o    | xo   | xxx  |      |      | 2,22   |                                          |
| 25  | B      | Luis Castro          | Porto Rico    | xo   | xo   | xo   | xxx  |      |      | 2,22   |                                          |
| 26  | B      | Stefano Sottile      | Italia        | o    | o    | xxo  | xxx  |      |      | 2,22   |                                          |
| 27  | B      | Django Lovett        | Canada        | xo   | o    | xo   | x-   | xx   |      | 2,22   | Miglior prestazione personale stagionale |
| 28  | A      | Dmytro Nikitin       | Ucraina       | o    | o    | xxx  |      |      |      | 2,18   |                                          |
| 28  | A      | Erik Portillo        | Messico       | o    | o    | xxx  |      |      |      | 2,18   |                                          |
| 28  | A      | Tihomir Ivanov       | Bulgaria      | o    | o    | xxx  |      |      |      | 2,18   |                                          |
| 31  | B      | Tomohiro Shinno      | Giappone      | xo   | o    | xxx  |      |      |      | 2,18   |                                          |
| 32  | A      | Gergely Török        | Ungheria      | o    | xxx  |      |      |      |      | 2,14   |                                          |
| 32  | A      | Hichem Bouhanoun     | Algeria       | o    | xxx  |      |      |      |      | 2,14   |                                          |
| 32  | A      | Joel Baden           | Australia     | o    | xxx  |      |      |      |      | 2,14   |                                          |
| 32  | B      | Vernon Turner        | Stati Uniti   | o    | –    | xxx  |      |      |      | 2,14   |                                          |
| -   | B      | Carlos Layoy         | Argentina     | xxx  |      |      |      |      |      | nm     |                                          |

### Finale
La finale si è svolta il 22 agosto alle 19:58.
| Pos     | Atleta             | Nazionalità   | 2,20 | 2,25 | 2,29 | 2,33 | 2,36 | 2,38 | 2,40 | Misura | Note                                     |
| ------- | ------------------ | ------------- | ---- | ---- | ---- | ---- | ---- | ---- | ---- | ------ | ---------------------------------------- |
| Oro     | Gianmarco Tamberi  | Italia        | -    | xo   | o    | o    | o    | xx-  | x    | 2,36   | =                                        |
| Argento | JuVaughn Harrison  | Stati Uniti   | -    | o    | o    | o    | xo   | xxx  |      | 2,36   | =                                        |
| Bronzo  | Mutaz Essa Barshim | Qatar         | -    | xo   | o    | o    | xxx  |      |      | 2,33   |                                          |
| 4       | Luis Enrique Zayas | Cuba          | xo   | xo   | xo   | o    | xxx  |      |      | 2,33   | Miglior prestazione personale            |
| 5       | Tobias Potye       | Germania      | o    | xo   | o    | xo   | xxx  |      |      | 2,33   |                                          |
| 6       | Woo Sang-hyeok     | Corea del Sud | o    | o    | o    | x-   | xx   |      |      | 2,29   |                                          |
| 7       | Shelby McEwen      | Stati Uniti   | o    | xo   | xxo  | xx-  | x    |      |      | 2,29   | Miglior prestazione personale stagionale |
| 8       | Ryoichi Akamatsu   | Giappone      | o    | o    | xxx  |      |      |      |      | 2,25   |                                          |
| 8       | Brandon Starc      | Australia     | o    | o    | xxx  |      |      |      |      | 2,25   |                                          |
| 10      | Norbert Kobielski  | Polonia       | o    | xo   | xxx  |      |      |      |      | 2,25   |                                          |
| 11      | Andrii Protsenko   | Ucraina       | o    | xxo  | xxx  |      |      |      |      | 2,25   |                                          |
| 12      | Marco Fassinotti   | Italia        | xo   | xxx  |      |      |      |      |      | 2,20   |                                          |
| 13      | Oleh Doroshchuk    | Ucraina       | xxo  | xxx  |      |      |      |      |      | 2,20   |                                          |